# Gringo Star
Gringo Star es un grupo de indie rock estadounidense de Atlanta, Georgia. Han lanzado cuatro álbumes y han realizado giras internacionales.

## Carrera
Los hermanos Furgiuele nacieron en Atlanta de Peggy Mendel y Sam Furgiuele, un abogado. Crecieron en Boone, Carolina del Norte, antes de regresar a la ciudad después de la secundaria en 2002. El grupo fue fundado a finales de 2007 por los hermanos Nicholas y Peter Furgiuele anteriormente de A Fir-Ju Well. A ellos se unieron Peter Delorenzo y Matt McCalvin. Esta formación grabó un EP homónimo.
El álbum debut de Gringo Star All Y'all fue lanzado en 2008 y posteriormente distribuido en Europa por Cargo Records en 2010. Fue producido por Ben H. Allen. El álbum fue descrito por Pitchfork como «las canciones son fuertes, pero es el sudor lo que necesitará para convencer», mientras que PopMatters lo encontró parecido a The Kinks.
La banda firmó con Brooklyn sello discográfico Gigantic Music para Count Yer Lucky Stars, lanzado el 25 de octubre de 2011. También fue producido por Allen y diseñado por James Salter. Rolling Stone lo llamó «garage-rock moderno» con «nuevos impulsos psicodélicos y serpenteantes». Popmatters descubrió que «carece de sentido de la diversión», mientras que Consequence of Sound describió que el álbum tenía «simples ganchos de conducción y una composición pegadiza». El álbum hizo muchas listas para uno de los mejores álbumes del año. La canción «Shadow» de Count Yer Lucky Stars apareció en All Songs Considered de NPR en el Fall Music Preview de 2011.
La banda apareció en un documental de 2011, Hurry up and Wait. Matt fue reemplazado por Christopher Kaufmann poco después. Peter dejó la banda al año siguiente.
La banda lanzó el álbum Floating Out To See que grabaron, mezclaron y produjeron en Studio 234 Atlanta, lanzado el 22 de octubre de 2013, en su propio sello, My Anxious Mouth Records. Este álbum también atrajo una atención positiva, con algunos escritores de música que lo eligieron como uno de los 10 mejores álbumes del año y uno que dijo que era un «testimonio de lo que se puede hacer si se arriesga o simplemente usa su imaginación». Su canción «Find a Love» de Floating Out to See fue presentada como «Song of the Day» por KEXP. Increíble para un álbum autoeditado de una banda independiente, el álbum alcanzó el número 29 en las listas CMJ Top 200 y el número 13 en la lista FMQB Submodern Charts. Christopher dejó la banda en 2013.
En 2014, Gringo Star lanzó un disco de vinilo de 7 pulgadas emitido por Dizzybird Records de Grand Rapids, Míchigan, con «Long Time Gone» y «World of Spin», este último estrenado por Paste Magazine el 18 de septiembre de 2014.
Gringo Star anunció en marzo de 2015 que la banda había completado su cuarto álbum de larga duración. Previo un sencillo del álbum, «Undone», el 22 de mayo de 2015 en Pop Matters. Durante su peregrinación anual a SXSW en 2016, Gringo Star firmó con Nevado Music.  El álbum completo, «The Sides and In Between», fue lanzado el 26 de agosto de 2016. El primer lanzamiento de video del álbum, la canción «Rotten», está actualmente a la vista en Pure Volume.
Gringo Star ha sido perfilado en Spin y varias veces ha grabado en Daytrotter y Paste Magazine.
En 2013, Nicholas Furiuele se casó con Julia mientras Peter está casado con Anna Barattin, ambos son miembros de la banda Shantih Shantih.

## Estilo
La revista Paste describió a la banda como un «tapiz de (..) psicodelia, garage rock (y) surf pop».

## Presentaciones en vivo
Al principio de su carrera, la banda actuó como banda de apoyo para Aria Cavaliere. Gringo Star ha compartido el escenario con numerosos otros grupos y músicos, incluidos Best Coast, Black Lips y J Roddy Walston and the Business. En 2012 la banda tocó el Super Bowl Village.  Gringo Star ha tocado en muchos festivales de música, incluido Lollapalooza, Secret Stages, Bunbury, Forecastle, SunFest, Northside Festival, y Big Guava Festival. La banda realizó una gira en abril y mayo de 2015 en apoyo de la banda de Brian Bell (Weezer), The Relationship, y posteriormente fue co-cabeza de cartel con Dreamers en mayo y junio de 2015. La banda encabezó el Candler Park, Atlanta «Fallfest» en  octubre de 2015. Fue presentado en Harvestfest en Ocala, Florida, en noviembre de 2015. Gringo Star abrió dos shows para The Zombies. Actúan regularmente en SXSW. El 10 de agosto de 2016, Gringo Star se embarcó en una gira nacional de tres meses, comenzando en Charlotte, Carolina del Norte, el 10 de agosto de 2016.

## Personal
Actual
- Nicholas Furgiuele
- Peter Furgiuele
- Josh Longino
- Mario Colangelo

Anterior
- Peter Delorenzo
- Matt McCalvin
- Christopher Kaufmann
- Nick Klar
- Lightnin' Ray Jackson
- JT Hall
- Jonathon Bragg aka JB

## Discografía
- Gringo Star (EP) (2007)
- All Y'all (2008)
- Count Yer Lucky Stars (2011)
- «Going Way Out/Taller» (7 pulgadas) (2012)
- Floating Out to See (2013)
- «Long Time Gone»/«World of Spin» (7 pulgadas) (2014)
- The Sides and In Between (2016)
- Back to the City (2018)